# Vila Nova do Campo
A Freguesia de Vila Nova do Campo (anteriormente: União das Freguesias de Campo (São Martinho), São Salvador do Campo e Negrelos (São Mamede)) é uma freguesia portuguesa do Município de Santo Tirso, com 9,6 km² de área e 6315 habitantes (censo de 2021), tendo, por isso, uma densidade populacional de 657,8 hab./km².
Foi constituída em 2013, no âmbito de uma reforma administrativa nacional, pela agregação das antigas freguesias de São Martinho do Campo, São Salvador do Campo e São Mamede de Negrelos.

Foi redenominada Vila Nova do Campo, após uma consulta popular, que teve lugar a 7 de dezembro de 2014, nas três antigas freguesias que actualmente compõem a nova freguesia, o novo nome foi posteriormente aprovado pelo município e pela Assembleia da República a 26 de junho de 2015, sendo promulgado em 30 de julho, referendado em 31 de julho e publicado pela Lei n.º 89/2015 de 10 de agosto no Diário da República.

## Demografia
A população registada nos censos foi:
| Distribuição da População por Grupos Etários | Distribuição da População por Grupos Etários | Distribuição da População por Grupos Etários | Distribuição da População por Grupos Etários | Distribuição da População por Grupos Etários | Distribuição da População por Grupos Etários |
| -------------------------------------------- | -------------------------------------------- | -------------------------------------------- | -------------------------------------------- | -------------------------------------------- | -------------------------------------------- |
| Antes da agregação                           |                                              |                                              |                                              |                                              |                                              |
| Ano                                          | 0-14 anos                                    | 15-24 anos                                   | 25-64 anos                                   | >= 65 anos                                   | Total                                        |
| 2001                                         | 1417                                         | 1047                                         | 3966                                         | 728                                          | 7158                                         |
| 2011                                         | 973                                          | 917                                          | 3932                                         | 987                                          | 6809                                         |
| Após a agregação                             |                                              |                                              |                                              |                                              |                                              |
| Ano                                          | 0-14 anos                                    | 15-24 anos                                   | 25-64 anos                                   | >= 65 anos                                   | Total                                        |
| 2021                                         | 600                                          | 718                                          | 3611                                         | 1386                                         | 6315                                         |